# Меко (Ђенова)
Меко је насеље у Италији у округу Ђенова, региону Лигурија.
Према процени из 2011. у насељу је живело 68 становника. Насеље се налази на надморској висини од 403 м.